# Zamostea, Sloveanoserbsk
Zamostea (în ucraineană Замостя) este un sat în așezarea urbană Rodakove din raionul Sloveanoserbsk, regiunea Luhansk, Ucraina.

## Demografie
Componența lingvistică a localității Zamostea
     Ucraineană (62,43%)
     Rusă (37,57%)
Conform recensământului din 2001, majoritatea populației localității Zamostea era vorbitoare de ucraineană (62,43%), existând în minoritate și vorbitori de rusă (37,57%).